# Eremomela canescens
L'eremomela dorsoverde (Eremomela canescens Antinori, 1864) è un uccello della famiglia dei Cisticolidi originario delle regioni orientali, centrali e occidentali dell'Africa.

## Tassonomia
Ne vengono riconosciute tre sottospecie:
- E. c. elegans Heuglin, 1864, diffusa nelle regioni occidentali e centrali del Sudan;

- E. c. abyssinica Bannerman, 1911, diffusa nelle regioni orientali del Sudan, in Eritrea e in Etiopia;

- E. c. canescens Antinori, 1864, diffusa nelle regioni meridionali del Ciad e nella fascia di territorio compresa tra le regioni orientali del Camerun e quelle occidentali del Kenya.